# Teobald II., šampanjski grof
Teobald II. (Thibaut) (1090./95. – 1152.) bio je grof Šampanje, a kao grof Bloisa, bio je poznat i kao Teobald IV. Blojiški. Bio je vladar feuda Malignyja, Auxerrea, Ervyja, Troyesa i Châteauvillaina. To su bili darovi Oda II., vojvode Burgundije.
Roditelji Teobalda bili su Adela Normanska (kći Vilima I.) i grof Stjepan Blojiški. Teobaldov stariji brat Vilim, grof Sullyja, bio je neko vrijeme i grof Bloisa, ali kako je možda bio duševno bolestan, smijenjen je. Teobald je zauzeo njegovo mjesto; bio je grof Bloisa i Chartresa. Teobaldov drugi brat bio je Stjepan, kralj Engleske.
1141. Teobaldu je ponuđena engleska kruna, ali je on to odbio. 1142. Teobald se sukobio s francuskim kraljem Lujem VII., koji je okupirao Šampanju i zapalio crkvu u Vitry-le-Françoisu. Pisac Petar Abelard našao je utočište u Šampanji tijekom Teobaldove vladavine, a umro je u samostanu Klini.

## Potomstvo
Teobald je oženio Matildu Korušku (en) 1123. Oni su bili baka i djed Filipa II. Francuskog.

| Teobaldove kćeri - Marija Blojiška, žena Oda II., koji je Teobaldu dao feude; majka Alise, Huga III. i Mahaut - Izabela Blojiška, žena Rogera Sicilijanskog i Vilima od Montmiraila; majka Matilde i Agneze (djeca drugog muža) - Matilda Blojiška, žena Rotroua II., grofa Perchea - Agneza, supruga Reginalda II., grofa Bara - Adela Šampanjska, žena Luja VII. - Margareta, redovnica u opatiji Fontevraud | Teobaldovi sinovi - Henrik I. Liberalni, grof Šampanje, otac carice Marije Šampanjske - Teobald V. Dobri - Stjepan I. od Sancerrea - Vilim Bijelih Ruku - Hugo Blojiški, opat Chertseya (vanbračni sin; stric Stjepan mu je dao da upravlja opatijom, baš kao što je to učinio sa svojim vanbračnim sinom) |  |